# اندری پولیانیتسا
اندری پولیانیتسا (اوکراینی: Поляница Андрей Николаевич؛ زادهٔ ۲۴ ژانویهٔ ۱۹۸۲) بازیکن فوتبال اهل اوکراین است.